# Уаитакере
Уаитакере (англ. Waitakere City) — пригород Большого Окленда, в настоящее время часть его городской агломерации. Ранее (до 1 ноября 2010 года) — отдельный город и муниципалитет в Новой Зеландии.
Оценочная численность населения по состоянию на июнь 2011 года — 208 100 человек.
В Уаитакере базируется футбольная команда «Уаитакере Юнайтед», двукратный чемпион Лиги чемпионов ОФК.

## Города-побратимы
- Хантингтон-Бич, США
- Какогава, Япония
- Нинбо, Китай
- Голуэй, Ирландия
- Амритсар, Индия